# Septoria polaris
Septoria polaris är en svampart som beskrevs av P. Karst. 1884. Septoria polaris ingår i släktet Septoria och familjen Mycosphaerellaceae.   Inga underarter finns listade i Catalogue of Life.